# Comunicação molecular
Os sistemas de comunicação molecular utilizam a presença ou ausência de um tipo selecionado de molécula para codificar mensagens digitalmente. As moléculas são entregues em meios de comunicação, como ar e água, para transmissão. A técnica também não está sujeita ao requisito de utilização de antenas dimensionadas para uma proporção específica do comprimento de onda do sinal. Os sinais de comunicação molecular podem ser biocompatíveis e requerem muito pouca energia.

## Na natureza
A sinalização molecular é usada por plantas e animais, como os feromônios que os insetos usam para sinalização de longo alcance.

## No álcool
Em 2016, investigadores demonstraram a utilização de moléculas de álcool evaporadas para transportar mensagens através de vários metros de espaço aberto e descodificaram com sucesso a mensagem do outro lado. A presença de moléculas foi codificada no digital 1 e sua ausência codificada no 0. O hardware custou cerca de 100 dólares americanos.

## Sistemas químicos
Existe uma rede sem fio que utiliza um sistema químico como meio físico para a transmissão de dados, em vez do ambiente. Os sinais que representam mensagens eletrônicas transmitidas através do canal de comunicação sem fio desta rede de computadores são alterações na composição química do sistema químico.